# Museo Nacional Terry
El Museo Nacional Terry se encuentra ubicado en la calle Rivadavia 352, de la ciudad de Tilcara, provincia de Jujuy. Es el único museo nacional que posee la provincia de Jujuy y se encuentra alojado en la antigua casa —de estilo colonial— que habitó el pintor José Antonio Terry, focalizándose en su obra pictórica.
La creación del museo fue dispuesta por la ley 13.491 en septiembre de 1948, aunque fue finalmente abierto al público en 1966. El museo se encuentra alojado en una casa de estilo colonial del siglo XIX adquirido por Terry y su esposa, con la intención de convertirlo en su casa y atelier. Es el museo nacional más al norte del país, dependiente de la Secretaría de Cultura de la Nación, y el que se encuentra a mayor altura, 2470 metros sobre el nivel del mar.

## Historia
José Antonio Terry fue un pintor sordomudo, cuya obra pictórica se centraba en los paisajes de la provincia de Jujuy. Había estudiado pintura en París y fue uno de los primeros pintores argentinos en exponer en Europa. Por otro lado, Terry se destacó por la creación de organizaciones benéficas para sordos; además de ser él mismo sordomudo, también lo eran sus hermanas Leonor y Sotera.
Terry arribó por primera vez a Tilcara como parte de un contingente en 1911, junto con los arqueólogos Salvador Debenedetti y Juan Bautista Ambrosetti. Terry decidió, tras esa experiencia, instalarse en la zona junto con su esposa, adquiriendo una casa antigua de estilo colonial que data del siglo XIX, que la convirtió en su atelier y vivienda, decidido a retratar paisajes de la vida tilcareña. Habitó aquella casa hasta 1936, cuando regresó a Buenos Aires. El mobiliario del inmueble y el decorado fue decidido por la esposa de Terry, Amalia Amoedo.
La decisión de la creación del museo nació por iniciativa de la ley 13.491 durante la presidencia de Juan Domingo Perón, anunciándose además que tendría fondos del Plan Quinquenal para ello. Sin embargo, por muchos años el museo tomó como fecha de creación un decreto-ley de Pedro Eugenio Aramburu de 1956, tras el derrocamiento de Perón. De cualquier, abrió al público en 1966 bajo el nombre de «Museo Nacional Terry», con la colaboración de la viuda de Terry, y con el primer director del museo, Félix Leonardo Pereyra.